# Anselmo de Canterbury
San Anselmo de Canterbury O.S.B. (Aosta,  1033 - Canterbury, 21 de abril de 1109), conocido también como Anselmo de Aosta, por el lugar donde nació, o Anselmo de Bec, si se atiende a la población donde estaba enclavado el monasterio del cual llegó a ser prior, fue un monje benedictino que ejerció como arzobispo de Canterbury durante el periodo 1093-1109. Destacó como teólogo y filósofo escolástico. Doctor de la Iglesia.
Como teólogo, fue un gran defensor de la Inmaculada Concepción de María y como filósofo se le recuerda, además de por su célebre argumento ontológico, por ser padre de la escolástica.

## Biografía
Su vida nos es conocida, al menos en parte, gracias al trabajo de Eadmero, un discípulo directo de Anselmo. Aunque este texto es un claro ejemplo de la hagiografía de su tiempo y, por ello, salpicada de las exageraciones e interpretaciones propias de la época que tenían como finalidad exaltar a un candidato a la santidad, nos presenta un retrato aproximado de lo que fue el itinerario del santo.
Nace en Aosta, en 1033, heredero de un linaje noble del Piamonte. Era hijo de Gondulfo, noble lombardo, y Ermenberga, pariente de Otón I de Saboya. Como en muchas de las biografías de los santos de aquella época, se nos presenta una antítesis entre los caracteres de ambos progenitores: Un padre pródigo y disipado y una madre profundamente religiosa. Incluso siendo esto verdad, no representaría un caso excepcional, considerando el comportamiento común en el medievo de hombres y mujeres. Con todo, se puede asegurar que la primera infancia de Anselmo transcurriría en completa normalidad. El hecho de que desde muy pequeño mostrara inquietudes religiosas se debería en gran parte al trato continuo con su madre, quien le habría acercado a sus valores y prácticas religiosas. Por otro lado, no era raro que hijos de nobles vieran la vida monástica como una vía solicitada para perpetuar el renombre de la familia.
Lo cierto es que Anselmo deseaba el ingreso al monacato benedictino desde los quince años, época en la que se le describe como piadoso y estudioso. A esta idílica etapa de su vida sucede una juventud disipada que lo conduce a un conflicto con su padre, lo cual provoca el abandono de su hogar.

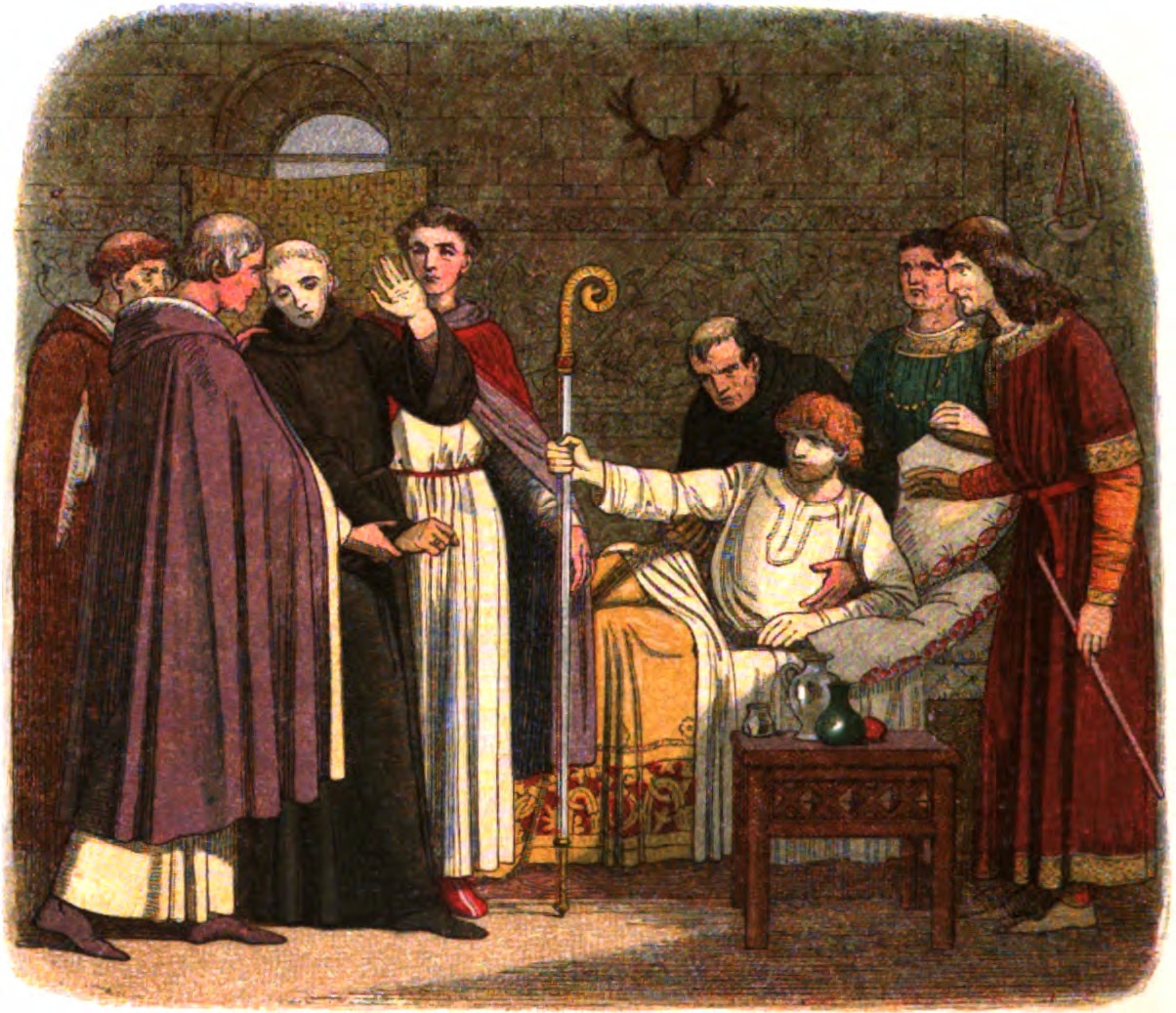
Anselmo fue arrastrado fuera de su cama para convertirse en arzobispo. James William Edmund Doyle (1864).

Después de algunos estudios preliminares sobre retórica y latín realizados en las ciudades de Borgoña, Avranches y finalmente en Bec, la fama de Lanfranco lo atrae a la Orden Benedictina, aunque al principio, según confesión propia, se sintiera indeciso ante el renombre de este monje al que Anselmo consideraba como un obstáculo en el desarrollo de sus propias posibilidades para hacerse de una carrera eclesiástica. Corría el año 1060 cuando, una vez aclaradas sus motivaciones, ingresa al monasterio. Pese a sus temores iniciales, la carrera de Anselmo ganó fama de manera vertiginosa, pues en 1063 sucede a Lanfranco en el priorato de Bec (en Normandía), al ser este elegido abad del Monasterio de Caen. En 1078 sucede a Herluin como abad de Bec, a la muerte de este y, después, en 1093, de nuevo a Lanfranco como arzobispo de Canterbury (1093), donde finalmente muere en 1109.
Es en Inglaterra donde Anselmo, además de filósofo y teólogo, muestra dotes de político apologeta. La Iglesia vive el momento más cruento del conflicto de las investiduras y él debe defender desde la cátedra arzobispal el derecho que ella "tiene a la libertad" e impedir tendencias cismáticas que amenazaban a su grey. Los monarcas británicos Guillermo el Rojo y Enrique I no harán fácil esta tarea que se había impuesto a sí mismo; pero gracias a esta oposición, se reconoce otra faceta en los escritos de Anselmo.

## Pensamiento

### La relación entre Fe y Razón

Sello de Anselmo de Canterbury

Anselmo inaugura en filosofía lo que se llamará la escolástica, periodo que fructificará en las Summae y en hombres como Buenaventura, Tomás de Aquino y Juan Duns Scoto.
Su formación agustiniana, común en el Medioevo, le acercará a su intuición filosófica más característica: la búsqueda del entendimiento racional de aquello que, por la fe, ha sido revelado. En el sentir de Anselmo, no se trata de remover el misterio de los dogmas, ni de desacralizarlos; tampoco significa un vano intento de comprenderlos en su profundidad, sino tratar de entenderlos, en la medida en que esto es posible al ser humano. (Proslogio, capítulo 1). Esta actitud del "creyente que pregunta a la razón" provoca que en varios de sus textos las preguntas fundamentales queden sin respuestas. La fe ya será la encargada de dárselas. Por ello, se debe decir que no logra hacer una clara distinción entre los campos de la teología y de la filosofía; sin embargo, cabe aclarar que ello no formaba parte de sus pretensiones y que no era el momento histórico-cultural para siquiera intentarlo. Por todo ello, es inútil y contradictorio al pensamiento de Anselmo buscar una teoría del conocimiento tal cual dentro de sus obras. El dato primario del entendimiento humano, al menos para el tipo de verdades más sublimes, es el dato de la fe.
Anselmo encuentra este método epistemológico del fides quaerens intellectum obligado por las circunstancias. Él mismo comenta que algunos hermanos le habían suplicado frecuentemente que les escribiera en forma argumentativa racional lo referente a los misterios que a diario meditaban sin recurrir, para ello, a la autoridad de la Sagrada Escritura. Por este intento de satisfacer las necesidades de sus correligionarios, se decide a empezar un camino sin atender por completo a la dificultad del tema. Esto le ocasionará algunos problemas al principio. Lanfranco, por ejemplo, considerará este método algo peligroso a la ortodoxia católica. Sin embargo, es el inicio de una metodología que reinará por lo menos tres siglos más y que sigue presente en la corriente neoescolástica.

### Argumento ontológico
El argumento ontológico de san Anselmo, que tantas reacciones ha provocado, establece:

Ergo Domine, qui das fidei intellectum, da mihi, ut, quantum scis expedire, intelligam, quia es sicut credimus, et hoc es quod credimus. Et quidem credimus te esse aliquid quo nihil maius cogitari possit. An ergo non est aliqua talis natura, quia "dixit insipiens in corde suo: non est Deus" ? [...] Si enim vel in solo intellectu est, potest cogitari esse et in re; quod maius est. Si ergo id quo maius cogitari non potest, est in solo intellectu: id ipsum quo maius cogitari non potest, est quo maius cogitari potest. Sed certe hoc esse non potest. Existit ergo procul dubio aliquid quo maius cogitari non valet, et in intellectu et in re.
Luego Señor, tú que das el entendimiento a la fe, dame de entender, tanto como consideres bueno, que tú eres como creemos y lo que creemos. Y bien, creemos que tú eres algo mayor que lo cual no puede pensarse cosa alguna. Ahora, ¿acaso no existe esta naturaleza, porque "dijo el necio en su corazón: no hay Dios" ? [...] Si existe sólo en la mente, no se cree que exista en la realidad; El más grande. Por lo tanto, si aquello de lo que no se puede concebir un mayor existe sólo en el entendimiento, eso mismo de lo que no se puede concebir un mayor es aquello que no se puede concebir nada mayor. Pero obviamente esto no es posible. Existe, por tanto, más allá de toda duda, algo que no se puede pensar más grande que existe tanto en el entendimiento como en la realidad.

Anselmo de Canterbury, inicio del argumento ontológico para probar la existencia de Dios.
Proslogio, capítulo II (1078). La frase entrecomillada es una cita bíblica (Salmos 13:1).

Si Dios no es el Ser Más Perfecto en realidad, entonces otro ser sería superior en la mente y en la realidad, y eso no puede ser posible; Cómo puede ser concebible que el ser más grande en la mente no sea el ser más grande en la realidad.
Para poder explicar en términos racionales algo necesariamente tengo que conocer su esencia ya qué la verdad radica en proferir las cosas por su esencia, pero si no se tiene la esencia de algo poco o nada se puede decir de ello. Puede pensarse, con toda propiedad, que el unicornio, un arco iris, una maceta de oro no existen porque es una invención mental humana y no son aquellos de los que nada más grande se puede pensar. Esas ideas mencionadas se pueden transformar puesto que su existencia yace en nuestra mente. Por ejemplo, para no ser tan oscuro, un unicornio, si a mí me gusta, lo puedo pintar de rojo o verde, porque su existencia no es necesaria, pero la existencia de un ser necesario es inmanente e inmutable, por lo tanto nada de él se puede cambiar o transformar. Se puede pensar algo más grande que un unicornio, por supuesto, pero no se puede pensar algo más grande que Dios, es decir, Dios debe ser un ser perfecto en la mente y en la realidad porque de lo contrario otro ser más grande será capaz de ser el más grande en la mente y en Realidad y eso no es posible. Podemos, mediante las facultades intelectuales que tenemos los seres humanos, ser capaces de crear ideas las cuales clasificamos con el fin de hacerlas inteligibles, todo ello lo podemos, pero hay algo de Dios, a saber, su ente, y no podemos debido a nuestra naturaleza imperfecta y nuestra limitación, adquirir un conocimiento total del el ente de Dios. Eso, en términos racionales y teológicos, es quimérico para un mortal. Por lo tanto, nada de lo que deliberamos en términos terrenales puede asemejarse a la grandeza de Dios. Se puede llegar a él, sí, pero de una forma indirecta, la vía-negativa por ejemplo. Entonces, se deduce que un unicornio puede ser pensado como no existente porque no es necesario, pero Dios no se puede pensar como no existente porque él es la esencia en virtud de la cual nuestra existencia subsiste. Aquí, después de dar una explicación elemental, se puede sintetizar la realidad mística, racionalista, y teológica de San Anselmo.

### El concepto de Dios
Definición es (en latín: definire) significa establecer límites, a saber, delimitar. Una definición, por lo tanto, es la expresión de lo que es un objeto sin quitarle ni sumarle. En ese capítulo, el autor explica claramente que la noción de Dios como concepto puede ser entendido y podemos pensar en él como una entidad inexistente. Eso es verdad; uno podría negar el concepto de Dios, pero no su ente. Eso es lo que sucede hoy, como sabemos, muchos ateos profesan incredulidad, y supuestamente niegan a Dios, pero de hecho, niegan la palabra "Dios", pero no la entidad de Dios. El que ha conocido a Dios no puede pensar que no existe, es decir, no puede ser un ateo. Por esta razón, conceptualizar a Dios es una manera de limitar su poder. Sabemos, pues, que una definición significa, en términos rigurosos, limitación. Al definir un concepto, lo que se está haciendo es circunscribir su extensión para hacerlo inteligible. Sin embargo, cuando tratamos de negar su entidad, la entidad de Dios, no estamos hablando de Dios como una entidad, sino de otra cosa, que se puede pensar, pero Dios, como sabemos, está más allá de nuestra experiencia, por lo tanto, se concluye que es una contradicción total.

### El concepto de Cristo

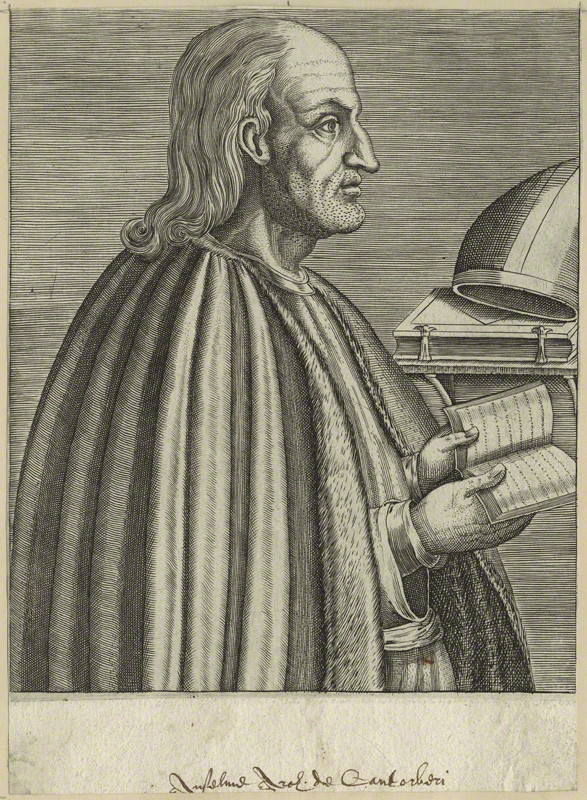
Grabado de finales del de San Anselmo de Canterbury.

En Cur Deus Homo, Anselmo argumenta la necesidad del misterio cristiano de la expiación del pecado con la crucifixión de Jesús. Anselmo argumenta que, debido a la caída y la naturaleza caída de la humanidad desde entonces, la humanidad ha ofendido a Dios. La justicia divina exige la restitución del pecado, pero los seres humanos son incapaces de proporcionarlo. La enormidad del delito llevó a Anselmo que la expiación por la humanidad solo podía hacerse a través de la figura de Jesús, como un ser sin pecado, tanto divino como humano. Esta interpretación es notable por permitir que la justicia y la misericordia divinas sean compatibles.
Cur Deus Homo es a menudo considerado el mayor trabajo de Anselmo.

### Postura ante el problema de los universales
La postura de Anselmo ante el problema de los universales intenta resolver un viejo dilema presente en el pensamiento medieval, sobre todo, en los comentarios que Porfirio y Boecio hacían de la Lógica Aristotélica. Dicho problema llevaría a discusiones, no siempre pacíficas entre los teólogos y filósofos de aquella época. Se podría resumir así: se debe dilucidar si en realidad nuestras ideas tienen un valor objetivo en la realidad o solo son puros conceptos o nominaciones convencionales. Dependiendo de la solución que se dé al problema, las consecuencias teológicas y ontológicas son diversas. Así, por ejemplo, el nominalismo defendido en el siglo XI por Roscelino conduce a negar la unidad de la naturaleza en las tres personas de la Santísima Trinidad, ya que si los universales no existieran en la realidad, la esencia divina no podría ser común a las tres personas lo que, a la larga, conduciría a negar la suprema unidad de Dios.
Frente a esto, Anselmo sostiene una teoría, que podríamos llamar realismo exagerado, presente ya en sus meditaciones sobre la existencia de Dios, tanto en el Monologio, como en el Proslogio. Así por ejemplo, podemos leer en su obra: "Todas las cosas buenas se dicen buenas por un único bien, todas las verdaderas por una única verdad".[Monol. c.7]. Es decir, al existir la fuente de esas perfecciones, se le otorga status ontológico al concepto universal que concebimos en la mente. Este realismo exagerado es fruto del tiempo y de la formación recibida en sus estudios. Recuérdese que la filosofía imperante en esa época es agustiniana, la cual, como se sabe, hunde sus raíces en el platonismo y neoplatonismo.

### Teología natural

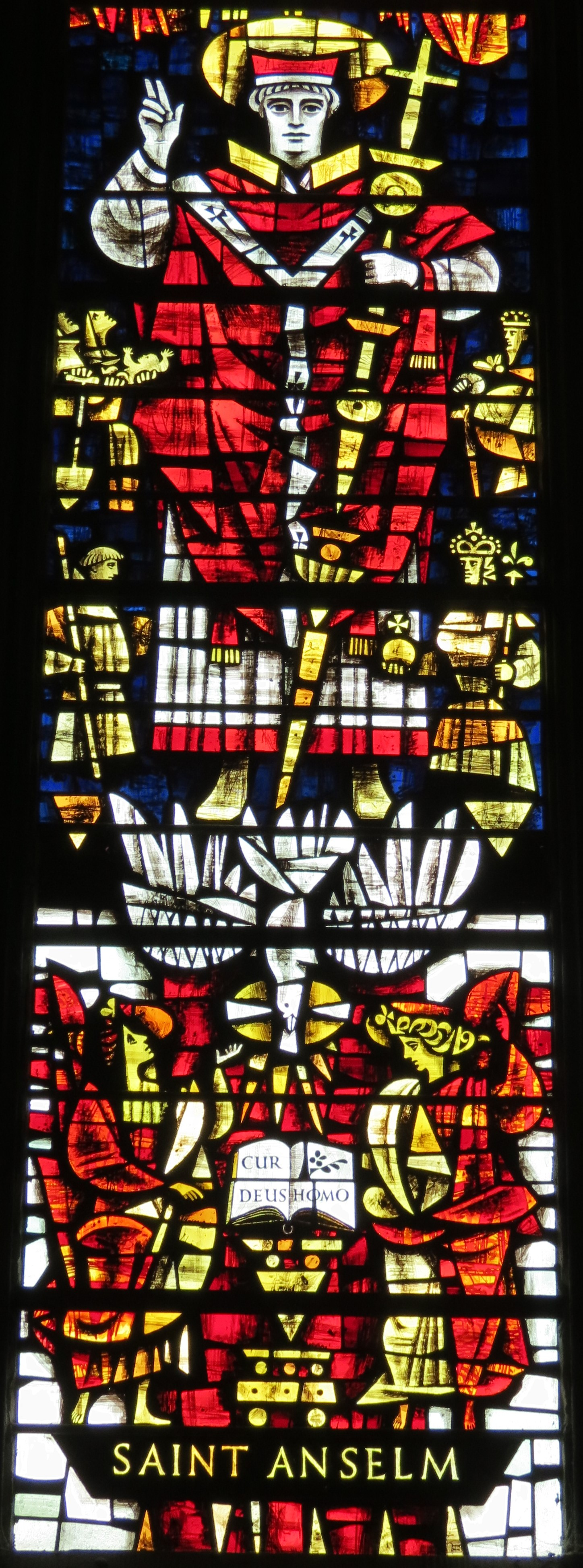
Vidriera de Anselmo en la Catedral de Canterbury

Anselmo presenta argumentos a posteriori a favor de la existencia de Dios mucho más sistemáticos en comparación a los de san Agustín, que ocupan también los atributos divinos de Dios (inmutabilidad, eternidad, etc).
Una de sus preocupaciones principales fue la comprensión de aquello que la fe le proponía, por eso, en sus dos obras principales intenta demostrar la existencia de Dios. En el Monologio (1076) expuso diversos argumentos a posteriori, es decir, de los efectos a la causa, de las criaturas a Dios. La prueba tiene tres vías o momentos que, siendo fieles a Anselmo, no deberían confundirse como si tratase de tres pruebas diferentes. La primera vía se funda en la comunicación que con el Bien Supremo tienen las criaturas. Inspirada en la teoría platónica supone que todas las cosas en las que distinguimos el atributo de bondad participan de una única fuente de esa perfección; porque, siguiendo la misma lógica, si hubiera varias fuentes se requeriría de otra que les participase la bondad y, suponer esto, exigiría un remontarse al infinito de fuentes por lo que no existiría, en realidad, la perfección de la que se hablase, en este caso, la bondad. Por ello, se concluye la existencia de la Fuente Suprema de la Bondad, es decir Dios. El mismo esquema mental debe seguirse en otro tipo de perfecciones "las cuales son mejor tenerlas que no tenerlas". De entre ellas, escoge la grandeza o vía de la participación en el ser soberano, y la existencia o vía del ser, en las cuales se siguen aplicando los grados de perfección.
Para quien se enfrenta por primera vez a este autor, pudiera parecer un sin sentido el hecho de que se comience a demostrar el origen supremo de la bondad, en vez de empezar a hacerlo por el origen del ser. Pero, para el pensamiento de Anselmo esto era imprescindible, pues, dentro de la propuesta platónica, en la que, en última instancia hunde sus raíces la filosofía anselmiana, la bondad es la idea suprema. En otras palabras, todo cuanto existe, surge como una participación de la bondad.
A partir de esta fuente suprema y primigenia de bondad, grandeza y ser, se concatenan una serie de razonamientos que describen poco a poco la naturaleza y atributos divinos, guiando a la conclusión de que Dios no puede carecer de alguna perfección, porque si no sería Dios.
Nuevamente, una petición de sus hermanos, le otorga a Anselmo la oportunidad de cerrar el ciclo abierto en el Monologio. Aunque había satisfecho el reclamo de que toda esta disquisición se hiciera sin recurso a los datos de la fe, el texto resultó demasiado complicado para las mentes de los monjes del monasterio de Bec. Por ello le piden una nueva prueba de la existencia de Dios más sencilla. Lo cual desembocó en la composición del Proslogio (1078).
En el capítulo II formuló otro argumento (esta vez a priori), el cual es conocido desde Kant como Argumento ontológico. Si en el Monologio se había elevado de las criaturas a Dios, en el Proslogio desciende de Dios a las criaturas. Esta intención se muestra incluso en el estilo en que está escrito este último. Ya no es una meditación en solitario, como en el Monologio,sino la elevación del alma al Dios en que se cree. Por eso no es de extrañar que la premisa de la que parte el argumento sea precisamente el concepto de Dios que se obtuvo al final del Monologio: Dios es aliquid quo nihil majus cogitari possit: algo que no puede ser pensado mayor (el ser mayor el cual no cabe pensar otro). El argumento, en forma resumida quedaría expresado así:
1. Todo ser humano tiene la idea de un ser superior tal que no existe ningún otro ser mayor que él que pueda ser pensado (aliquid quo nihil majus cogitari possit).
2. Pero lo que existe en la realidad, es mayor que lo que existe solo en el pensamiento, porque la existencia en lo real supone una perfección más que la mera existencia intra - mental.
3. Si ese ser tal que nada mayor que él puede concebirse existiera solo en la inteligencia, este mismo ser del que nada mayor puede ser concebido sería tal que algo mayor que él podría ser concebido, pero ello es contradictorio.
4. Ergo, dicho ser existe.

Claro está que todo el argumento descansa en un presupuesto implícito: que la existencia es un atributo de perfección. Es decir, cualquier cosa que exista en la realidad es más perfecta que aquellas cosas que solo existen en el pensamiento. Este supuesto y la definición de Dios, expuesta en la primera premisa, han sido el aspecto más criticado por filósofos posteriores (Tomás de Aquino, Immanuel Kant), aunque también existe línea filosófica de renombre que lo acepta y defiende: (Buenaventura, Juan Duns Scoto, René Descartes, por ejemplo)

### Filosofía del lenguaje
Las incipientes reflexiones que sobre el lenguaje Anselmo hace parten de la distinción dada por Aristóteles. Así, se puede descubrir en su pensamiento dos tipos de lenguaje: uno interior, referente a la especie que la mente utiliza para pensar, y otro, el término, es decir el signo lingüístico que usa el hombre para comunicarse. Este último tiene como referencia al primero. Aunado a lo anterior se distinguen en el propio lenguaje, una acepción material y otra formal. La primera se refiere a lo que expresa la palabra en cuanto tal. En cambio, la acepción formal considera a la palabra en cuanto tal, no a lo que expresa. Estos términos medievales estarían expresando la actual distinción entre lenguaje y metalenguaje. Significatio y apellatio son otras dos nociones en su reflexiones lingüísticas. La significatio o connotación es, en palabras de Mauricio Beuchot (Filosofía del lenguaje;1991), "la relación del término con la cosa como contenido conceptual"; por su parte, la apellatio o denotación es "la relación del término con una cosa existente".
Conexo a este tema realiza un estudio sobre el símbolo en una obra de la cual solo se conserva una recopilación hecha por sus discípulos, por lo que no es claro distinguir entre lo verdaderamente dicho por Anselmo y aquello que se debe a las reflexiones de ellos.

## Obras del autor
1. Monologion.

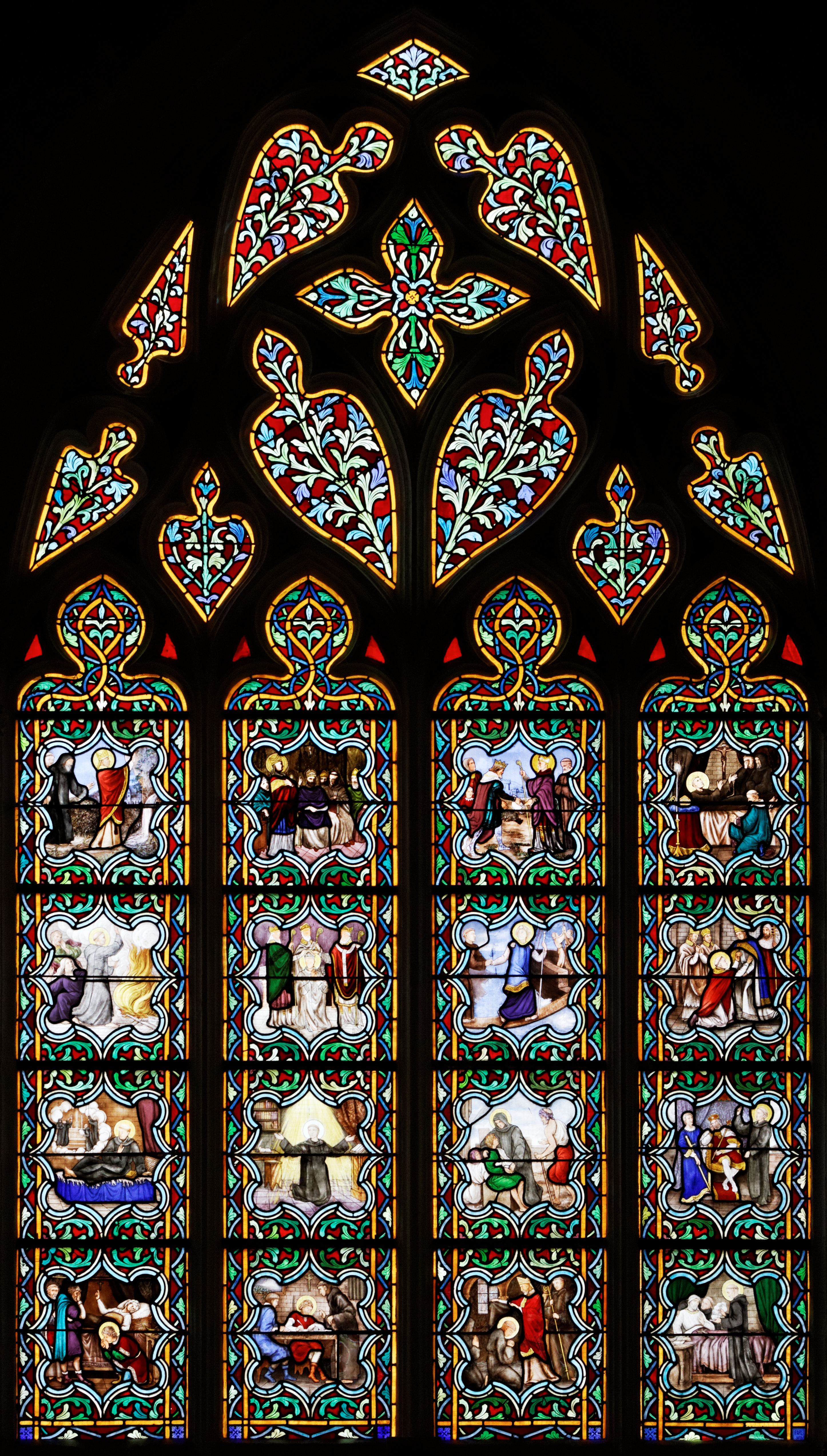
Vidrieras de la vida de San Anselmo en la Catedral de Quimper.

2. Proslogion y la respuesta que el mismo Anselmo hiciera a las objeciones de Gaunilo Lo que a esto responda el autor del mismo libro.
3. De Grammatico.
4. De veritate.
5. De De libertate arbitrii.
6. De casu diaboli.
7. Epístola sobre la encarnación del verbo.
8. Cur Deus Homo.
9. Sobre la concepción virginal y el pecado original.
10. De procesione spiritis sancti
11. Las epístolas sobre el sacrficio de los ázimos y fermentados.
12. Sobre la concordia de la presciencia divina y la predestinación y de la gracia de Dios con el libre albedrío.

Además de estas obras se conservan 19 oraciones, 3 meditaciones y 472 cartas personales. De toda esta vasta producción, solo el De Grammatico es un libro en su totalidad dedicado a temas profanos, en este caso, se trata de un ejercicio dialético. Todas sus demás obras conservadas tienen una motivación teológica.
Se ha retirado de la lista el De similitudinibus a veces atribuido erróneamente a Anselmo, pero seguramente redactado por Eadmero como apuntes de las lecciones dictadas recibidas de su maestro.

## Reconocimientos
- Fue canonizado en 1494 y proclamado Doctor de la Iglesia en 1720.[6]
- Su nombre figura en el Calendario de Santos Luterano.[cita requerida]